# Beside You
"Beside You" es una canción del músico norirlandés Van Morrison publicada en el álbum de 1968 Astral Weeks.
Van Morrison comentó acerca de la canción: ""Beside You" es "el tipo de canción que cantarías a un niño o a alquien que amas. Es básicamente una canción de amor, una canción sobre estar espiritualmente junto a alguien". El niño que inspiró "Beside You" fue su primer hijo adoptado, de la anterior pareja de Janet Planet.
Jack Lynch escribió en 1983: 

"La imagen de apertura de Little Jimmy muestra a un niño escapando a la aventura y una cita ritual infantil. Flecha Rota, posiblemente su figura fantástica, atrae su inocencia, dirigida por la imaginación en el camino de la experiencia".

## Personal
- Van Morrison: guitarra rítmica y voz
- Jay Berliner: guitarra
- Richard Davis: contrabajo
- Warren Smith, Jr.: vibráfono